# Alianza por la República
Alianza por la República (AxR) fou una candidatura electoral d'extrema esquerra proposada el 1988 pel Partit Obrer Socialista Internacionalista (POSI) i l'Aliança Democràtica Socialista (ADS), grup fundat el 1982. Es presentà per primer cop a les eleccions al Parlament de Catalunya de 1988 portant com a cap de llista de Barcelona l'històric militant del FNC, Josep Serra i Estruch, i va obtenir 1.119 vots (0,04%).
A les eleccions generals espanyoles de 1989 va obtenir 12.607 vots. El 1992 formarien una nova coalició amb Democràcia Socialista anomenada Socialistes Independents (SI).